# Caliroini
Caliroini – plemię błonkówek z podrzędu rośliniarek i rodziny pilarzowatych i podrodziny Heterarthrinae.
Należą tu dwa rodzaje:
- Caliroa Costa, 1859
- Endelomyia Ashmead, 1898

Są to małe rośliniarki. Ich użyłkowanie przednich skrzydeł charakteryzują żyłki 2A i 3A kompletne i połączone z żyłką 1A za pomocą ukośnej żyłki poprzecznej. 
Larwy są foliofagami, żerującymi od zewnątrz na spodniej stronie liści takich roślin jak błotnie, dęby, grusze, kasztany, róże, śliwy i wierzby. W rodzaju Endelomyia larwy są gąsienicowate i mają wierzch ciała wyposażony w guzki. W rodzaju Caliroa larwy mają  powiększony tułów o zredukowanych odnóżach i przypomianją wyglądem nagie ślimaki lub kijanki.
Niektóre gatunki, jak Caliroa cerasi i Endelomyia aethiops, są szkodnikami o dużym znaczeniu gospodarczym.